# Föreningen för kvinnans politiska rösträtt i Kiruna

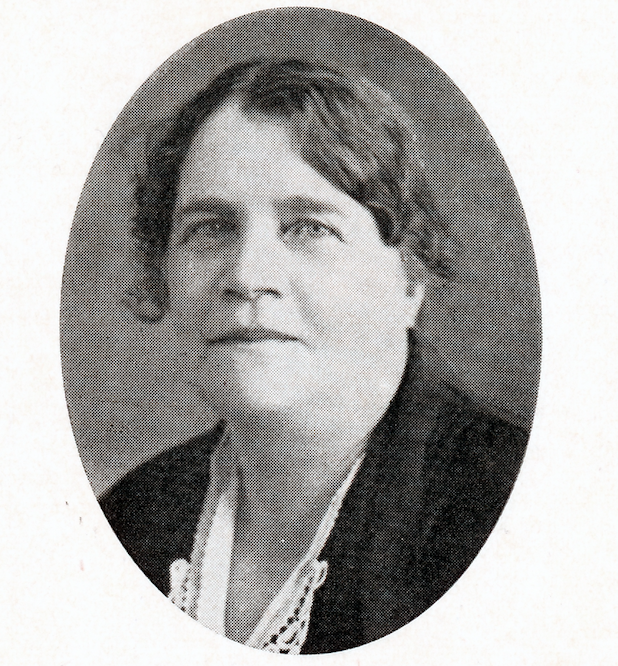
Lina Hjort var en drivande medlem i föreningen.

Föreningen för kvinnans politiska rösträtt i Kiruna, även kallad Kirunaföreningen för kvinnans politiska rösträtt, var Kirunas lokalförening inom Landsföreningen för kvinnans politiska rösträtt (LKPR). Föreningen var verksam lokalt i Kiruna 1906–1921, och arbetade för införandet av kvinnors rösträtt i Sverige. Det var Sveriges – och kanske världens – nordligaste rösträttsrörelse. 

## Historia
Kiruna hade en livlig aktivitet i rösträttsfrågan. Frågan togs upp offentligt i Kiruna första gången under Ann Margret Holmgrens Norrlandsresa år 1903. Föredraget bevistades liksom det i Gällivare-Malmberget och Boden mest av män, och ingen lokalförening grundades den gången. Stadens första kvinnoförening, socialdemokratiska Föreningen Morgonrodnaden, tog dock upp frågan från 1904, och verkade fortsatt för frågan parallellt med Föreningen för kvinnans politiska rösträtt. 
Föreningen bildades 2 maj 1906, med 33 medlemmar under ledning av Ruth Eriksson.
Den hade 33 medlemmar år 1908, under ordförandeskap av Ester Kriström. 
Föreningen upphörde 1908 ”på grund av lokala svårigheter”, men återuppstod 9 februari 1913 på initiativ av läraren Ester Holm, som också blev dess ordförande.
Liksom i övriga rösträttsföreningar dominerades Kirunas rösträttsförening av lärare. Bland dess drivande medlemmar nämns Ester Holm, Blenda Dahlqvist, Maja Wickström, Armida Granström, Laura Lindström, Kerstin Landtmansson och Lina Hjort, som alla var verksamma som lärare. Blenda Dahlqvist författade en rösträttssång, som i maj 1913 återgavs i rösträttstidningen.
Föreningen var mycket aktiv under sin andra period 1913–1921, med styrelsesammanträden, offentliga möten, aftonunderhållning, föreläsningar och en namninsamling till en masspetition om kravet på kvinnlig rösträtt. Kirunaföreningen deltog i den masspetition som resulterade i 351 454 underskrifter från hela Sverige och som lämnades till riksdagen 1914; 7 409 av namnen kom från Norrbotten, högre än till exempel Västerbottens 3 859; av underskrifterna kom 1 940 från kvinnorna i Kiruna.
År 1918 engagerade sig Kirunaföreningen i folkpensioneringsfrågan om lika pension för män och kvinnor, precis som flera andra avdelningar, och anordnade möten i frågan.
Kvinnlig rösträtt accepterades av riksdagen 1919 och genomfördes 1921, vilket medförde att både landsföreningen och alla dess lokalföreningar upphörde mellan 1919 och 1921, sedan deras mål hade uppnåtts.

## Eftermäle
Föreningen skildras i den pjäs som har gjorts om en av dess medlemmar, Lina Hjort.

## Ordförande
- Ruth Eriksson, 1906–1907
- Ester Kriström, 1907–1908
- Vakant, 1908–1913 (föreningen upplöst)
- Ester Holm, 1913–1921